# 板倉健太
板倉 健太（いたくら けんた、2002年6月15日 - ）は、埼玉県出身のプロサッカー選手。Jリーグ・水戸ホーリーホック所属。ポジションはディフェンダー。

## 来歴
山梨学院高校在学中の2020年度第99回全国高等学校サッカー選手権大会で優勝し、優秀選手と翌年の日本高校選抜に選出された。
その後東京国際大学に進学、水戸ホーリーホックへの2025年加入を発表された。

## 所属クラブ
- レジスタFC
- CAアレグレ
- 2018年 - 2020年 山梨学院高等学校
- 2021年 - 2024年 東京国際大学
- 2025年 -  水戸ホーリーホック

## 個人成績
| 国内大会個人成績 | 国内大会個人成績 | 国内大会個人成績 | 国内大会個人成績 | 国内大会個人成績 | 国内大会個人成績 | 国内大会個人成績 | 国内大会個人成績 | 国内大会個人成績 | 国内大会個人成績 | 国内大会個人成績 | 国内大会個人成績 |
| 年度             | クラブ           | 背番号           | リーグ           | リーグ戦         | リーグ戦         | リーグ杯         | リーグ杯         | オープン杯       | オープン杯       | 期間通算         | 期間通算         |
| 年度             | クラブ           | 背番号           | リーグ           | 出場             | 得点             | 出場             | 得点             | 出場             | 得点             | 出場             | 得点             |
| 日本             | 日本             | 日本             | 日本             | リーグ戦         | リーグ戦         | リーグ杯         | リーグ杯         | 天皇杯           | 天皇杯           | 期間通算         | 期間通算         |
| ---------------- | ---------------- | ---------------- | ---------------- | ---------------- | ---------------- | ---------------- | ---------------- | ---------------- | ---------------- | ---------------- | ---------------- |
| 2025             | 水戸             | 36               | J2               |                  |                  |                  |                  |                  |                  |                  |                  |
| 通算             | 日本             | 日本             | J2               |                  |                  |                  |                  |                  |                  |                  |                  |
| 総通算           |                  |                  |                  |                  |                  |                  |                  |                  |                  |                  |                  |

出場歴
- Jリーグ初出場 - 2025年2月15日 J2第1節 ジュビロ磐田戦 (ヤマハスタジアム)

## タイトル
- 第99回全国高等学校サッカー選手権大会
  - 優勝・優秀選手